# Ewa Aldona Bylińska
Ewa Aldona Bylińska (ur. 22 kwietnia 1933 w Motyczu, zm. 24 marca 2023) – polska biolog, specjalizująca się w botanice, chemicznej ekologii roślin, ekologii roślin, ekologii terenów urbanizowanych i ochronie środowiska; nauczyciel akademicki.

## Życiorys
Urodziła się w 1933 roku w Motyczu, w województwie lubelskim. Studia wyższe ukończyła na Wydziale Nauk Przyrodniczych Uniwersytetu Wrocławskiego, gdzie w 1959 roku uzyskała tytuł magistra w zakresie biologii. Następnie do 1967 roku pracowała jako nauczycielka biologii w szkołach średnich oraz szkołach podstawowych. Potem jako stypendystka II Wydziału PAN podjęła studia doktoranckie, początkowo w Zakładzie Botaniki Farmaceutycznej Akademii Medycznej we Wrocławiu, a po śmierci swojego promotora doc. Jadwigi Kosteckiej-Mądalskiej w Instytucie Botaniki Uniwersytetu Wrocławskiego, pod kierunkiem doc. Macieja Czarnowskiego. Stopień naukowy doktora nauk przyrodniczych w zakresie biologii uzyskała w 1973 roku na podstawie pracy pt. Zimowa zdolność transpiracji wybranych gatunków z rodzaju Populus, Viburnum i Lonicera jako wskaźnik północnej granicy ich zasięgów. Stopień naukowy doktora habilitowanego otrzymała w 1993 roku po przedstawieniu rozprawy habilitacyjnej nt. Studia nad biogeochemią roślin z obszaru występowania złóż polimetalicznych w Rudawach Janowickich.
Od 1971 roku związana była zawodowo z Zakładem Ekologii i Ochrony Przyrody Instytutu Botaniki Uniwersytetu Wrocławskiego, gdzie w 1996 roku została mianowana na stanowisko profesora nadzwyczajnego. Po habilitacji odbyła kilka staży naukowych, m.in. na uniwersytetach w Bradford (Wielka Brytania), Lille (Francja), w Hogeschool Rotterdam (Holandia), w Budapeszcie (Węgry) i Hanowerze (Niemcy). W 2002 roku otrzymała tytuł profesora nauk biologicznych. W 2010 roku przeszła na emeryturę.

## Dorobek naukowy
Jej dorobek naukowy obejmuje ponad 95 publikacji, wśród nich jest 31 prac oryginalnych, 6 artykułów i komunikatów oraz dwie monografie. Część z nich została opublikowana w międzynarodowych, uznanych czasopismach naukowych. Profesor Bylińska wypromowała ośmiu doktorów. W swojej problematyce badawczej skupia się wokół ekologii i botaniki, z wyszczególnieniem zagadnie takich jak:
- chemiczna ekologia roślin terenów naturalnych i skażonych,
- bioindykacja metali ciężkich i pierwiastków radioaktywnych z wykorzystaniem roślin naczyniowych i porostów,
- ekologia populacji roślin wyższych i porostów.